# Nell Sigland
Ragnhild Westgaard Sigland (Hamar, Hedmark; 13 de noviembre de 1976), más conocida por su nombre artístico de Nell Sigland, es una cantante noruega de metal gótico.
Su carrera incluye la banda The Crest, cofundada por ella y por su hermano Kristian Sigland en 1998. Posteriormente, ingresó a Theatre of Tragedy como un reemplazo de Liv Kristine, desde el 3 de junio de 2004 hasta el 2 de octubre de 2010.

## Discografía

### Con The Crest

#### Demos
- Straightjacket Singalongs (1998)
- Childhood's End / Thorn (1999)
- Thunderfuel (1999)
- Dark Rock Armada (2000)

#### Álbumes de estudio
- Letters From Fire (2002)
- Vain City Chronicles (2005)

### Con  Theatre of Tragedy

#### Álbumes de estudio
- Storm (2006)
- Forever is the World (2009)

#### EP
- Addenda (2010)

#### Sencillos
- "Storm" (2006)
- "Deadland" (2009)

#### DVD
- Last Curtain Call (2011) (Incluye un álbum en vivo)

### Apariciones como cantante invitada
- Gothminister – Gothic Electronic Anthems (2003) – Vocales en la canción "Wish".
- Gothminister – Happiness In Darkness (2008) – Vocales en la canción "Your Saviour", "The Allmighty" y "Emperor".
- Dark Tranquillity – Fiction (2007) – Vocales en la canción "The Mundane and the Magic".
- Dark Tranquillity – Where Death Is Most Alive (DVD en directo,2009) – Vocales en la canción "Insanity's Crescendo" y "The Mundane and the Magic".
- Alight – Don't Fear The Revenge (2009) – Vocales en la canción "Your Bride".